# Atie Ridder-Visser
Gerarda Alida (Atie) Ridder-Visser (Rotterdam, 23 juli 1914 – aldaar, 20 augustus 2014) was een Nederlands verzetsstrijdster tijdens de Tweede Wereldoorlog. Ze was lid van de knokploeg van Marinus Post, waar ze bekendstond onder de schuilnaam Karin.
Atie Visser werd in het voorjaar van 1944 door een vrouw uit Woerden gevraagd of ze koerier wilde worden. Ze had dat al langer gewild en stemde direct toe. Zo kwam ze bij de knokploeg van Marinus Post terecht. Bij wijze van proef raakte ze betrokken bij een liquidatie.

## Moord op Felix Guljé
Na de oorlog werkte Visser in Leiden bij de Politieke Opsporings Dienst (POD). De voormalige knokploeg-chef Dick Spoor, die na de dood van Post in 1944 de leiding over de groep had overgenomen, vertelde Visser over een strategische brug die door het verzet was gesaboteerd, maar door de Hollandsche Constructie Werkplaatsen (HCW), het bedrijf van Felix Guljé, zou zijn gerepareerd. Besloten werd deze Guljé alsnog te liquideren. Toen Visser in het dossier van Guljé keek was dat echter leeg. Desondanks werd de liquidatie uitgevoerd, met hulp van Spoor en een derde persoon. Op 1 maart 1946 belde Visser bij Guljé aan met het verhaal dat ze een brief voor hem had. Toen Guljé naar de voordeur kwam, schoot ze hem neer. Ze keerde vervolgens terug naar haar huurkamer bij Johan Knuttel. Hoewel er naar de moord een onderzoek werd ingesteld, kwam ze niet als verdachte in beeld.

## Nasleep
In 1947 emigreerde Visser naar Nederlands-Indië. Hier ontmoette ze Herman Ridder, met wie ze in het huwelijk trad. Enkele jaren later keerde het echtpaar terug naar Nederland, en woonde achtereenvolgens in Rotterdam, Hengelo, en opnieuw Rotterdam. Na een verblijf van enkele jaren in Spanje vestigde het paar zich wederom in Rotterdam. Naar eigen zeggen ontging Ridder-Visser de commotie over de moord omdat ze geen kranten las.
Ridder-Visser ontving op 5 mei 1982 in het stadhuis van Leiden uit handen van burgemeester Goedkoop het Verzetsherdenkingskruis. Een jaar later werd ze weduwe. Ze begon een boek te schrijven over Marinus Post, dat in 1999 verscheen onder de titel Marinus Post alias Evert.

## Bekentenis
Begin 2011 schreef Ridder-Visser een brief aan burgemeester Lenferink van Leiden, waarin ze de moord opbiechtte. Op 18 maart had ze een gesprek met Lenferink, die vervolgens de familie Guljé op de hoogte bracht. Lenferink bracht ook het Openbaar Ministerie op de hoogte. Voor het delict gold toen het werd gepleegd een verjaringstermijn van 18 jaar, die op 2 maart 1964 afliep. Mevrouw Ridder-Visser kon derhalve niet meer worden vervolgd. Omdat er geen regeling tot terugvordering bestaat voor verzetsherdenkingskruizen, kon ze haar onderscheiding houden.
Op 6 mei 2011 had Ridder-Visser een ontmoeting met twee kleinkinderen van Felix Guljé. Op 8 juni kwam haar verhaal in de openbaarheid. Later liet ze weten dat dit niet de bedoeling was geweest; haar brief aan burgemeester Lenferink had niet publiek moeten worden. Ze beschouwde de affaire als iets tussen haar en de kinderen Guljé. Tijdens haar eerste gesprek met Lenferink zou overeen zijn gekomen dat de inhoud van de brief niet openbaar zou worden. Bij een tweede ontmoeting zou Lenferink echter hebben gezegd dat hij het aan zijn functie verplicht was openheid van zaken te geven. Daar was Ridder-Visser mee akkoord gegaan. Een woordvoerder van de burgemeester verklaarde dat tijdens de eerste ontmoeting niet was afgesproken dat de brief niet in de publiciteit mocht komen.
Ze overleed op 20 augustus 2014, bijna een maand na haar honderdste verjaardag.